# Луцій Генуцій Авентіненс
Лу́цій Гену́цій Авенті́ненс (лат. Lucius Genucius Aventinensis; ? —362 до н. е.) — політичний, державний та військовий діяч Римської республіки, консул 365 і 362 років до н. е.

## Життєпис
Походив з патриціанського роду Генуціїв. Син Марка Генуція Авентіненса. Про молоді роки немає відомостей.
У 365 році до н. е. його було вперше обирано консулом, разом з Квінтом Сервілієм Агалою. Під час каденції разом із колегою боровся з моровицею невідомої хвороби.
У 362 році до н. е. його було обрано вдруге консулом, знову разом з Квінтом Сервілієм Агалою. Очолив військо проти герніків, проте загинув у битві з ними.